# Liga mistrů UEFA 2012/2013
Sezóna 2012/13 Ligy mistrů byla 58. ročníkem klubové soutěže pro nejlepší evropské fotbalové týmy a čtvrtým ročníkem v tomto kvalifikačním formátu. Finále tohoto ročníku se odehrálo 25. května 2013 na stadiónu Stadion Wembley v Anglii, který byl vybrán kvůli výročí 150 let od založení Anglické fotbalové asociace (FA). Obhájcem titulu byl anglický klub Chelsea FC. Vítězem se stal německý velkoklub FC Bayern Mnichov, který ve finále porazil jiné německé mužstvo Borussii Dortmund 2:1, kvalifikoval se tak na Mistrovství světa ve fotbale klubů 2013 a také do Superpoháru UEFA 2013.

## Účastnická místa
Tohoto ročníku se zúčastnilo celkem 76 týmů z 52 členských zemí UEFA (Lichtenštejnsko neorganizuje žádnou vlastní ligovou soutěž, takže v LM jako jediné nemělo žádného zástupce). Každá země měla přidělen počet míst podle koeficientů UEFA. Žebříček UEFA určuje počet týmů v nadcházející sezóně, a to v první sezóně po zveřejnění žebříčku. Proto bylo rozdělení týmů v letech 2012-2013 podle pořadí v žebříčku UEFA v roce 2011, ne 2012. Obhájce titulu, Chelsea FC, místo ve skupinové fázi prostřednictvím svého domácího ligového umístění nezískala, místo vyhrazené pro obhájce titulu bylo tedy využito.
Níže je kvalifikační systém pro Ligu mistrů UEFA 2012/13:
- Země 1-3 (Anglie, Španělsko a Německo): 4 týmy
- Země 4-6 (Itálie, Francie, Portugalsko): 3 týmy
- Země 7-15 (Rusko, Ukrajina, Nizozemsko, Turecko, Řecko, Dánsko, Belgie, Rumunsko, Skotsko): 2 týmy
- Země 16-53: 1 tým (kromě Lichtenštejnska)

Poznámka
Tottenham Hotspur - tým ze 4. místa Anglické Premier League 2011/12, původně kvalifikovaný do LM, byl kvůli výhře Chelsea FC v Lize mistrů 2011/12, přesunut do základní skupiny Evropské ligy. Chelsea totiž ve své domácí soutěži skončila až na šestém místě, ze kterého se do LM nepostupuje, a tak muselo být využito přímé místo v LM pro obhájce titulu na úkor Tottenhamu (LM se nesmí za žádných okolností zúčastnit více než 4 týmy ze stejné země).

### Platný žebříček UEFA (2006 - 2011)
Podstatný pro nasazení do soutěže. Zdroj: 
| Poř. | Země        | Koef.  | Týmy |
| ---- | ----------- | ------ | ---- |
| 1    | Anglie      | 85.785 | 4    |
| 2    | Španělsko   | 82.329 | 4    |
| 3    | Německo     | 69.436 | 4    |
| 4    | Itálie      | 60.552 | 3    |
| 5    | Francie     | 53.678 | 3    |
| 6    | Portugalsko | 51.596 | 3    |
| 7    | Rusko       | 44.707 | 2    |
| 8    | Ukrajina    | 43.883 | 2    |
| 9    | Nizozemsko  | 40.129 | 2    |
| 10   | Turecko     | 35.050 | 2    |
| 11   | Řecko       | 34.166 | 2    |
| 12   | Dánsko      | 30.550 | 2    |
| 13   | Belgie      | 27.000 | 2    |
| 14   | Rumunsko    | 25.824 | 2    |
| 15   | Skotsko     | 25.141 | 2    |
| 16   | Švýcarsko   | 24.900 | 1    |
| 17   | Izrael      | 22.000 | 1    |
| 18   | Česko       | 20.850 | 1    |

| Poř. | Země                | Koef.  | Týmy |
| ---- | ------------------- | ------ | ---- |
| 19   | Rakousko            | 20.700 | 1    |
| 20   | Kypr                | 18.124 | 1    |
| 21   | Bulharsko           | 17.875 | 1    |
| 22   | Chorvatsko          | 16.124 | 1    |
| 23   | Bělorusko           | 16.083 | 1    |
| 24   | Polsko              | 15.916 | 1    |
| 25   | Slovensko           | 14.499 | 1    |
| 26   | Norsko              | 14.375 | 1    |
| 27   | Srbsko              | 14.250 | 1    |
| 28   | Švédsko             | 14.125 | 1    |
| 29   | Bosna a Hercegovina | 9.124  | 1    |
| 30   | Finsko              | 8.966  | 1    |
| 31   | Irsko               | 8.708  | 1    |
| 32   | Maďarsko            | 8.500  | 1    |
| 33   | Moldavsko           | 7.749  | 1    |
| 34   | Litva               | 7.708  | 1    |
| 35   | Lotyšsko            | 7.415  | 1    |
| 36   | Gruzie              | 6.957  | 1    |

| Poř. | Země            | Koef. | Týmy |
| ---- | --------------- | ----- | ---- |
| 37   | Ázerbájdžán     | 6.165 | 1    |
| 38   | Slovinsko       | 6.124 | 1    |
| 39   | Makedonie       | 5.207 | 1    |
| 40   | Island          | 4.957 | 1    |
| 41   | Kazachstán      | 4.374 | 1    |
| 42   | Lichtenštejnsko | 4.000 | 0    |
| 43   | Černá Hora      | 3.875 | 1    |
| 44   | Albánie         | 3.874 | 1    |
| 45   | Estonsko        | 3.791 | 1    |
| 46   | Wales           | 2.790 | 1    |
| 47   | Arménie         | 2.583 | 1    |
| 48   | Malta           | 2.416 | 1    |
| 49   | Severní Irsko   | 2.249 | 1    |
| 50   | Faerské ostrovy | 1.416 | 1    |
| 51   | Lucembursko     | 1.374 | 1    |
| 52   | Andorra         | 1.000 | 1    |
| 53   | San Marino      | 0.916 | 1    |

### Rozdělení týmů
|                           |                             | Týmy začínající v tomto kole                                                                                        | Týmy postupující z předchozího kola                                                       |
| ------------------------- | --------------------------- | --- | ----------------------------------------------------------------------------------------- |
| 1. předkolo (6 týmů)      | 1. předkolo (6 týmů)        | - 6 mistrů ze zemí 48-53                                                                                            |                                                                                           |
| 2. předkolo (34 týmů)     | 2. předkolo (34 týmů)       | - 31 mistrů ze zemí 16-47                                                                                           | - 3 vítězové z 1. předkola                                                                |
| 3. předkolo               | Mistrovská část (20 týmů)   | - 3 mistři ze zemí 13-15                                                                                            | - 17 vítězů z 2. předkola (mistrovská část)                                               |
| 3. předkolo               | Nemistrovská část (8 týmů)  | - 8 týmů ze druhých míst zemí 8-15                                                                                  |                                                                                           |
| 4. předkolo               | Mistrovská část (10 týmů)   | | - 10 vítězů z 3. předkola (mistrovská část)                                               |
| 4. předkolo               | Nemistrovská část (10 týmů) | - 1 tým ze druhého místa země 7 - 3 týmy ze třetích míst zemí 4-6 - 2 týmy ze čtvrtých míst zemí 1-3 (kromě Anglie) | - 4 vítězové z 3. předkola (nemistrovská část)                                            |
| Skupinová fáze (32 týmů)  | Skupinová fáze (32 týmů)    | - obhájce titulu - 12 mistrů ze zemí 1-12 - 6 týmů ze druhých míst zemí 1-6 - 3 týmy ze třetích míst zemí 1-3       | - 5 vítězů ze 4. předkola (mistrovská část) - 5 vítězů ze 4. předkola (nemistrovská část) |
| Vyřazovací fáze (16 týmů) | Vyřazovací fáze (16 týmů)   | | - 8 vítězů skupin - 8 týmů z druhých míst skupin                                          |

### Týmy
Čísla v závorkách udávají ligové umístění.
| Základní skupiny                  | Základní skupiny       | Základní skupiny         | Základní skupiny         |
| --------------------------------- | ---------------------- | ------------------------ | ------------------------ |
| Chelsea FC (6.)OT                 | Valencia (3.)          | Montpellier (1.)         | Ajax (1.)                |
| Manchester City (1.)              | Borussia Dortmund (1.) | Paris Saint-Germain (2.) | Galatasaray (1.)         |
| Manchester United (2.)            | FC Bayern Mnichov (2.) | Porto (1.)               | Olympiakos Pireus (1.)   |
| Arsenal (3.)                      | Schalke 04 (3.)        | Benfica (2.)             | Nordsjælland (1.)        |
| Real Madrid (1.)                  | Juventus (1.)          | Zenit St. Petěrburg (1.) |                          |
| Barcelona (2.)                    | AC Milán (2.)          | Šachtar Doněck (1.)      |                          |
| Play-off (4. předkolo)            |                        |                          |                          |
| Mistrovská část                   | Nemistrovská část      | Nemistrovská část        | Nemistrovská část        |
|                                   | Málaga (4.)            | Udinese (3.)             | Braga (3.)               |
| Borussia Mönchengladbach (4.)     | Lille (3.)             | Spartak Moskva (2.)      |                          |
| 3. předkolo                       |                        |                          |                          |
| Mistrovská část                   | Nemistrovská část      | Nemistrovská část        | Nemistrovská část        |
| Anderlecht (1.)                   | Dynamo Kyjev (2.)      | Panathinaikos (2.)       | Vaslui (2.)              |
| CFR Kluž (1.)                     | Feyenoord (2.)         | FC København (2.)        | Motherwell (3.)Pozn. SCO |
| Celtic (1.)                       | Fenerbahçe (2.)        | Club Brugge (2.)         |                          |
| 2. předkolo                       |                        |                          |                          |
| Basel (1.)                        | Śląsk Wrocław (1.)     | Debrecen (1.)            | KR (1.)                  |
| Hapoel Ironi Kirjat Šmona FC (1.) | MŠK Žilina (1.)        | Sheriff Tiraspol (1.)    | Šachter Karagandy (1.)   |
| Slovan Liberec (1.)               | Molde (1.)             | Ekranas (1.)             | Budućnost Podgorica (1.) |
| Red Bull Salzburg (1.)            | Partizan (1.)          | Ventspils (1.)           | Skënderbeu Korçë (1.)    |
| AEL Limassol (1.)                 | Helsingborg (1.)       | Zestafoni (1.)           | Flora Tallinn (1.)       |
| Ludogorec Razgrad (1.)            | Željezničar (1.)       | Neftçi Baku PFK (1.)     | The New Saints (1.)      |
| Dinamo Zagreb (1.)                | HJK Helsinki (1.)      | Maribor (1.)             | Ulisses Jerevan FC (1.)  |
| BATE Borisov (1.)                 | Shamrock Rovers (1.)   | Vardar (1.)              |                          |
| 1. předkolo                       |                        |                          |                          |
| Valletta (1.)                     | B36 Tórshavn (1.)      | Lusitanos (1.)           |                          |
| Linfield (1.)                     | F91 Dudelange (1.)     | Tre Penne (1.)           |                          |

Poznámky
- OT Obhájce titulu
- Skotsko (SCO): Ačkoliv Rangers FC skončil na druhém místě ve své ligové soutěži a zajistil si tak účast v LM, účast mu byla kvůli finančním problémům znemožněna. Nahradil ho třetí tým Skotské ligy - Motherwell FC.

## Termíny hracích dnů a data losování
Poznámka: Rozvrh soutěže představený UEFA.
Všechna losování se uskuteční v Nyonu (Švýcarsko), pokud není uvedeno jinak.
| Fáze             | Kolo        | Termín losu             | První zápas                               | Odveta                                    |
| ---------------- | ----------- | ----------------------- | ----------------------------------------- | ----------------------------------------- |
| Předkola         | 1. předkolo | 25. června 2012         | 3.–4. července 2012                       | 10.–11. července 2012                     |
| Předkola         | 2. předkolo | 25. června 2012         | 17.–18. července 2012                     | 24.–25. července 2012                     |
| Předkola         | 3. předkolo | 20. července 2012       | 31. července – 1. srpna 2012              | 7.–8. srpna 2012                          |
| Play-off         | 4. předkolo | 10. srpna 2012          | 21.–22. srpna 2012                        | 28.–29. srpna 2012                        |
| Základní skupiny | Den 1       | 30. srpna 2012 (Monako) | 18.–19. září 2012                         | 18.–19. září 2012                         |
| Základní skupiny | Den 2       | 30. srpna 2012 (Monako) | 2.–3. října 2012                          | 2.–3. října 2012                          |
| Základní skupiny | Den 3       | 30. srpna 2012 (Monako) | 23.–24. října 2012                        | 23.–24. října 2012                        |
| Základní skupiny | Den 4       | 30. srpna 2012 (Monako) | 6.–7. listopadu 2012                      | 6.–7. listopadu 2012                      |
| Základní skupiny | Den 5       | 30. srpna 2012 (Monako) | 20.–21. listopadu 2012                    | 20.–21. listopadu 2012                    |
| Základní skupiny | Den 6       | 30. srpna 2012 (Monako) | 4.–5. prosince 2012                       | 4.–5. prosince 2012                       |
| Vyřazovací fáze  | Osmifinále  | 14. prosince 2012       | 12.–13. & 19.–20. února 2013              | 5.–6. & 12.–13. března 2013               |
| Vyřazovací fáze  | Čtvrtfinále | 15. března 2013         | 2.–3. dubna 2013                          | 9.–10. dubna 2013                         |
| Vyřazovací fáze  | Semifinále  | 12. dubna 2013          | 23.–24. dubna 2013                        | 30. dubna – 1. května 2013                |
| Vyřazovací fáze  | Finále      | 12. dubna 2013          | 25. května 2013 - Stadion Wembley, Londýn | 25. května 2013 - Stadion Wembley, Londýn |

## Předkola
V novém systému Ligy mistrů, se hrají dva samostatné kvalifikační turnaje. Kvalifikace mistrů (která začíná od prvního předkola) je pro kluby, které vyhrály domácí ligu a neměly nárok se kvalifikovat do skupinové fáze, zatímco kvalifikace pro týmy, které nejsou mistry (která začíná ve třetím předkole), je pro kluby, které nevyhrály domácí ligu a neměly nárok se kvalifikovat do skupinové fáze.

### 1. předkolo
Los prvního a druhého předkola - 25. června 2012 ve švýcarském Nyonu. Úvodní zápasy 3. a 4. července, odvety 10. a 11. července 2012.
| Domácí v 1. zápase | Celkem         | Hosté v 1. zápase | 1. zápas | 2. zápas |
| ------------------ | -------------- | ----------------- | -------- | -------- |
| F91 Dudelange      | 11:0           | Tre Penne         | 7:0      | 4:0      |
| Valletta           | 9:0            | Lusitanos         | 8:0      | 1:0      |
| Linfield           | 0:0 (4:3 pen.) | B36 Tórshavn      | 0:0      | 0:0      |

### 2. předkolo
Úvodní zápasy 17. a 18. července, odvety 24. a 25. července 2012.
| Domácí v 1. zápase  | Celkem  | Hosté v 1. zápase            | 1. zápas | 2. zápas     |
| ------------------- | ------- | ---------------------------- | -------- | ------------ |
| Skënderbeu Korçë    | 1:3     | Debrecen                     | 1:0      | 0:3          |
| Maribor             | 6:2     | Željezničar                  | 4:1      | 2:1          |
| Žilina              | 1:2     | Hapoel Ironi Kirjat Šmona FC | 1:0      | 0:2          |
| BATE Borisov        | 3:2     | Vardar                       | 3:2      | 0:0          |
| AEL Limassol        | 3:0     | Linfield                     | 3:0      | 0:0          |
| Shamrock Rovers     | 1:2     | Ekranas                      | 0:0      | 1:2          |
| Flora Tallinn       | 0:5     | Basel                        | 0:2      | 0:3          |
| The New Saints      | 0:3     | Helsingborg                  | 0:0      | 0:3          |
| HJK Helsinki        | 9:1     | KR                           | 7:0      | 2:1          |
| Molde               | 4:1     | Ventspils                    | 3:0      | 1:1          |
| F91 Dudelange       | 4:4 (v) | Red Bull Salzburg            | 1:0      | 3:4          |
| Slovan Liberec      | 2:1     | Šachter Karagandy            | 1:0      | 1:1 (prodl.) |
| Ludogorec Razgrad   | 3:4     | Dinamo Zagreb                | 1:1      | 2:3          |
| Neftçi Baku PFK     | 5:2     | Zestafoni                    | 3:0      | 2:2          |
| Ulisses Jerevan FC  | 0:2     | Sheriff Tiraspol             | 0:1      | 0:1          |
| Valletta            | 2:7     | Partizan                     | 1:4      | 1:3          |
| Budućnost Podgorica | 1:2     | Śląsk Wrocław                | 0:2      | 1:0          |

### 3. předkolo
Los třetího předkola – 20. července 2012. Třetí předkolo bylo rozděleno do dvou samostatných částí: jedna pro mistry a druhá pro týmy z nižších pozic. Poražené týmy se kvalifikovaly do 4. předkola Evropské ligy UEFA 2012/13. Úvodní zápasy 31. července a 1. srpna, odvety 7. a 8. srpna 2012.
| Domácí v 1. zápase           | Celkem          | Hosté v 1. zápase | 1. zápas        | 2. zápas        |                 |
| Mistrovská část              | Mistrovská část | Mistrovská část   | Mistrovská část | Mistrovská část | Mistrovská část |
| ---------------------------- | --------------- | ----------------- | --------------- | --------------- | --------------- |
| Maribor                      | 5:1             | F91 Dudelange     | 4:1             | 1:0             |                 |
| BATE Borisov                 | 3:1             | Debrecen          | 1:1             | 2:0             |                 |
| CFR Kluž                     | 3:1             | Slovan Liberec    | 1:0             | 2:1             |                 |
| Anderlecht                   | 11:0            | Ekranas           | 5:0             | 6:0             |                 |
| Śląsk Wrocław                | 1:6             | Helsingborg       | 0:3             | 1:3             |                 |
| Sheriff Tiraspol             | 0:5             | Dinamo Zagreb     | 0:1             | 0:4             |                 |
| Celtic                       | 4:1             | HJK Helsinki      | 2:1             | 2:0             |                 |
| Molde                        | 1:2             | Basel             | 0:1             | 1:1             |                 |
| Hapoel Ironi Kirjat Šmona FC | 6:2             | Neftçi Baku PFK   | 4:0             | 2:2             |                 |
| AEL Limassol                 | 2:0             | Partizan          | 1:0             | 1:0             |                 |
| Nemistrovská část            |                 |                   |                 |                 |                 |
| Fenerbahçe                   | 5:2             | Vaslui            | 1:1             | 4:1             |                 |
| Motherwell                   | 0:5             | Panathinaikos     | 0:2             | 0:3             |                 |
| København                    | 3:2             | Club Brugge       | 0:0             | 3:2             |                 |
| Dynamo Kyjev                 | 3:1             | Feyenoord         | 2:1             | 1:0             |                 |

### 4. předkolo
Los čtvrtého předkola (někdy zvaného jako play-off) – 10. srpna 2012. Poražené týmy se kvalifikovaly do základních skupin Evropské ligy UEFA 2012/13. Úvodní zápasy 21. a 22. srpna, odvety 28. a 29. srpna 2012.
| Domácí v 1. zápase       | Celkem          | Hosté v 1. zápase            | 1. zápas        | 2. zápas        |                 |
| Mistrovská část          | Mistrovská část | Mistrovská část              | Mistrovská část | Mistrovská část | Mistrovská část |
| ------------------------ | --------------- | ---------------------------- | --------------- | --------------- | --------------- |
| Basel                    | 1:3             | CFR Kluž                     | 1:2             | 0:1             |                 |
| Helsingborg              | 0:4             | Celtic                       | 0:2             | 0:2             |                 |
| BATE Borisov             | 3:1             | Hapoel Ironi Kirjat Šmona FC | 2:0             | 1:1             |                 |
| AEL Limassol             | 2:3             | Anderlecht                   | 2:1             | 0:2             |                 |
| Dinamo Zagreb            | 3:1             | Maribor                      | 2:1             | 1:0             |                 |
| Nemistrovská část        |                 |                              |                 |                 |                 |
| Braga                    | 2:2 (5:4 pen.)  | Udinese                      | 1:1             | 1:1             |                 |
| Spartak Moskva           | 3:2             | Fenerbahçe                   | 2:1             | 1:1             |                 |
| Málaga                   | 2:0             | Panathinaikos                | 2:0             | 0:0             |                 |
| Borussia Mönchengladbach | 3:4             | Dynamo Kyjev                 | 1:3             | 2:1             |                 |
| København                | 1:2             | Lille                        | 1:0             | 0:2 (prodl.)    |                 |

## Základní skupiny
Los se uskutečnil 30. srpna 2012 v Monaku.
Pokud měly dva či více týmů ve skupině stejný počet bodů, byla použita následující kritéria:
1. vyšší počet bodů získaných ve vzájemných zápasech týmů se stejným počtem bodů;
2. vyšší brankový rozdíl ze vzájemných zápasů týmů se stejným bodovým ziskem;
3. vyšší počet branek vstřelených ve vzájemných zápasech;
4. vyšší počet branek vstřelených na hřišti soupeře ve vzájemných zápasech;
5. Pokud kritéria 1) až 4) nedokázala určit pořadí, rozhodla kritéria vztažená na všechny zápasy ve skupině;
6. vyšší brankový rozdíl;
7. více vstřelených branek;
8. vyšší klubový koeficient nakumulovaný v předchozích 5 sezonách.

|  | Postup do osmifinále                                 |
|  | Postup do vyřazovací fáze Evropské ligy UEFA 2012/13 |

### Skupina A
| Tým                 | Z | V | R | P | VG | IG | +/- | B  |
| ------------------- | - | - | - | - | -- | -- | --- | -- |
| Paris Saint-Germain | 6 | 5 | 0 | 1 | 14 | 3  | +11 | 15 |
| Porto               | 6 | 4 | 1 | 1 | 10 | 4  | +6  | 13 |
| Dynamo Kyjev        | 6 | 1 | 2 | 3 | 6  | 10 | -4  | 5  |
| Dinamo Zagreb       | 6 | 0 | 1 | 5 | 1  | 14 | -13 | 1  |

|                     | DZ  | DK  | PSG | POR |
| ------------------- | --- | --- | --- | --- |
| Dinamo Zagreb       | –   | 1:1 | 0:2 | 0:2 |
| Dynamo Kyjev        | 2:0 | –   | 0:2 | 0:0 |
| Paris Saint-Germain | 4:0 | 4:1 | –   | 2:1 |
| Porto               | 3:0 | 3:2 | 1:0 | –   |

### Skupina B
| Tým               | Z | V | R | P | VG | IG | +/- | B  |
| ----------------- | - | - | - | - | -- | -- | --- | -- |
| Schalke 04        | 6 | 3 | 3 | 0 | 10 | 6  | +4  | 12 |
| Arsenal           | 6 | 3 | 1 | 2 | 10 | 8  | +2  | 10 |
| Olympiakos Pireus | 6 | 3 | 0 | 3 | 9  | 9  | 0   | 9  |
| Montpellier       | 6 | 0 | 2 | 4 | 6  | 12 | -6  | 2  |

|                   | ARS | MON | OLY | SCH |
| ----------------- | --- | --- | --- | --- |
| Arsenal           | –   | 2:0 | 3:1 | 0:2 |
| Montpellier       | 1:2 | –   | 1:2 | 1:1 |
| Olympiakos Pireus | 2:1 | 3:1 | –   | 1:2 |
| Schalke 04        | 2:2 | 2:2 | 1:0 | –   |

### Skupina C
| Tým                   | Z | V | R | P | VG | IG | +/- | B  |
| --------------------- | - | - | - | - | -- | -- | --- | -- |
| Málaga                | 6 | 3 | 3 | 0 | 12 | 5  | +7  | 12 |
| AC Milán              | 6 | 2 | 2 | 2 | 7  | 6  | +1  | 8  |
| Zenit Sankt-Petěrburg | 6 | 2 | 1 | 3 | 6  | 9  | -3  | 7  |
| Anderlecht            | 6 | 1 | 2 | 3 | 4  | 9  | -5  | 5  |

|                     | AND | MAL | MIL | ZEN |
| ------------------- | --- | --- | --- | --- |
| Anderlecht          | –   | 0:3 | 1:3 | 1:0 |
| Málaga              | 2:2 | –   | 1:0 | 3:0 |
| AC Milán            | 0:0 | 1:1 | –   | 0:1 |
| Zenit St. Petěrburg | 1:0 | 2:2 | 2:3 | –   |

### Skupina D
| Tým               | Z | V | R | P | VG | IG | +/- | B  |
| ----------------- | - | - | - | - | -- | -- | --- | -- |
| Borussia Dortmund | 6 | 4 | 2 | 0 | 11 | 5  | +6  | 14 |
| Real Madrid       | 6 | 3 | 2 | 1 | 15 | 9  | +6  | 11 |
| Ajax              | 6 | 1 | 1 | 4 | 8  | 16 | -8  | 4  |
| Manchester City   | 6 | 0 | 3 | 3 | 7  | 11 | -4  | 3  |

|                   | AJA | BD  | MC  | RM  |
| ----------------- | --- | --- | --- | --- |
| Ajax              | –   | 1:4 | 3:1 | 1:4 |
| Borussia Dortmund | 1:0 | –   | 1:0 | 2:1 |
| Manchester City   | 2:2 | 1:1 | –   | 1:1 |
| Real Madrid       | 4:1 | 2:2 | 3:2 | –   |

### Skupina E
| Tým            | Z | V | R | P | VG | IG | +/- | B  |
| -------------- | - | - | - | - | -- | -- | --- | -- |
| Juventus       | 6 | 3 | 3 | 0 | 12 | 4  | +8  | 12 |
| Šachtar Doněck | 6 | 3 | 1 | 2 | 12 | 8  | +4  | 10 |
| Chelsea        | 6 | 3 | 1 | 2 | 16 | 10 | +6  | 10 |
| Nordsjælland   | 6 | 0 | 1 | 5 | 4  | 22 | -18 | 1  |

|                | CHE | JUV | NOR | SD  |
| -------------- | --- | --- | --- | --- |
| Chelsea        | –   | 2:2 | 6:1 | 3:2 |
| Juventus       | 3:0 | –   | 4:0 | 1:1 |
| Nordsjælland   | 0:4 | 1:1 | –   | 2:5 |
| Šachtar Doněck | 2:1 | 0:1 | 2:0 | –   |

### Skupina F
| Tým               | Z | V | R | P | VG | IG | +/- | B  |
| ----------------- | - | - | - | - | -- | -- | --- | -- |
| FC Bayern Mnichov | 6 | 4 | 1 | 1 | 15 | 7  | +8  | 13 |
| Valencia          | 6 | 4 | 1 | 1 | 12 | 5  | +7  | 13 |
| BATE Borisov      | 6 | 2 | 0 | 4 | 9  | 15 | -6  | 6  |
| Lille             | 6 | 1 | 0 | 5 | 4  | 13 | -9  | 3  |

|                   | BAT | BM  | LIL | VAL |
| ----------------- | --- | --- | --- | --- |
| BATE Borisov      | –   | 3:1 | 0:2 | 0:3 |
| FC Bayern Mnichov | 4:1 | –   | 6:1 | 2:1 |
| Lille             | 1:3 | 0:1 | –   | 0:1 |
| Valencia          | 4:2 | 1:1 | 2:0 | –   |

### Skupina G
| Tým            | Z | V | R | P | VG | IG | +/- | B  |
| -------------- | - | - | - | - | -- | -- | --- | -- |
| Barcelona      | 6 | 4 | 1 | 1 | 11 | 5  | +6  | 13 |
| Celtic         | 6 | 3 | 1 | 2 | 9  | 8  | +1  | 10 |
| Benfica        | 6 | 2 | 2 | 2 | 5  | 5  | 0   | 8  |
| Spartak Moskva | 6 | 1 | 0 | 5 | 7  | 14 | -7  | 3  |

|                | BAR | BEN | CEL | SM  |
| -------------- | --- | --- | --- | --- |
| Barcelona      | –   | 0:0 | 2:1 | 3:2 |
| Benfica        | 0:2 | –   | 2:1 | 2:0 |
| Celtic         | 2:1 | 0:0 | –   | 2:1 |
| Spartak Moskva | 0:3 | 2:1 | 2:3 | –   |

### Skupina H
| Tým               | Z | V | R | P | VG | IG | +/- | B  |
| ----------------- | - | - | - | - | -- | -- | --- | -- |
| Manchester United | 6 | 4 | 0 | 2 | 9  | 6  | +3  | 12 |
| Galatasaray       | 6 | 3 | 1 | 2 | 7  | 6  | +1  | 10 |
| CFR Kluž          | 6 | 3 | 1 | 2 | 9  | 7  | +2  | 10 |
| Braga             | 6 | 1 | 0 | 5 | 7  | 13 | -6  | 3  |

|                   | BRA | CLU | GAL | MU  |
| ----------------- | --- | --- | --- | --- |
| Braga             | –   | 0:2 | 1:2 | 1:3 |
| CFR Kluž          | 3:1 | –   | 1:3 | 1:2 |
| Galatasaray       | 0:2 | 1:1 | –   | 1:0 |
| Manchester United | 3:2 | 0:1 | 1:0 | –   |

## Vyřazovací fáze
V průběhu vyřazovací fáze soutěže bude hrát tým v každém kole proti jednomu soupeři dvojzápasovým systémem "doma-venku". Z tohoto souboje bude jeden vyřazen a druhý postoupí, díky čemuž již po 3. takto hraném kole zbudou pouze dva týmy. Ty pak utvoří finálovou dvojici a utkají se na předem určeném (až 2 roky předem) neutrálním hřišti.
Při losu osmifinálových dvojic bylo 16 týmů rozděleno do dvou košů po osmi. Vítězové skupin byli v koši nasazených, kvalifikanti z druhých míst jako nenasazení. Do jedné dvojice nemohly být nalosovány dva kluby, které se již utkaly v základní skupině ani dva kluby z jedné země. Zároveň bylo nalosováno, na čím hřišti souboj začne (kromě osmifinále, kde se začne na hřišti nenasazeného).
Při losu čtvrtfinálových dvojic a zbytku pavouku soutěže pak již kluby nebudou nijak nasazeny a může se utkat každý s každým včetně souboje klubů z jedné země.
Týmy kvalifikované do vyřazovací fáze
| Vysvětlivky                    |
| ------------------------------ |
| Nasazení při losu osmifinále   |
| Nenasazení při losu osmifinále |

| Skupina | Vítězové skupin     | Postupující z 2. místa |
| ------- | ------------------- | ---------------------- |
| A       | Paris Saint-Germain | Porto                  |
| B       | Schalke 04          | Arsenal                |
| C       | Málaga              | AC Milán               |
| D       | Borussia Dortmund   | Real Madrid            |
| E       | Juventus            | Šachtar Doněck         |
| F       | FC Bayern Mnichov   | Valencia               |
| G       | Barcelona           | Celtic                 |
| H       | Manchester United   | Galatasaray            |

### Osmifinále
Los osmifinále se uskutečnil 20. prosince 2012. První zápasy byly na programu 12. a 13. nebo 19. a 20. února, odvety pak sehrály týmy z prvního termínu 5. a 6. března, týmy z druhého termínu 12. a 13. března 2013.
| Domácí v 1. zápase | Celkem  | Hosté v 1. zápase   | 1. zápas | 2. zápas |
| ------------------ | ------- | ------------------- | -------- | -------- |
| Galatasaray        | 4:3     | Schalke 04          | 1:1      | 3:2      |
| Celtic             | 0:5     | Juventus            | 0:3      | 0:2      |
| Arsenal            | 3:3 (v) | FC Bayern Mnichov   | 1:3      | 2:0      |
| Šachtar Doněck     | 2:5     | Borussia Dortmund   | 2:2      | 0:3      |
| AC Milán           | 2:4     | Barcelona           | 2:0      | 0:4      |
| Real Madrid        | 3:2     | Manchester United   | 1:1      | 2:1      |
| Valencia           | 2:3     | Paris Saint-Germain | 1:2      | 1:1      |
| Porto              | 1:2     | Málaga              | 1:0      | 0:2      |

### Čtvrtfinále
Los čtvrtfinále se uskutečnil 15. března 2013. Úvodní zápasy 2. a 3. dubna, odvety 9. a 10. dubna 2013.
| Domácí v 1. zápase  | Celkem  | Hosté v 1. zápase | 1. zápas | 2. zápas |
| ------------------- | ------- | ----------------- | -------- | -------- |
| Málaga              | 2:3     | Borussia Dortmund | 0:0      | 2:3      |
| Real Madrid         | 5:3     | Galatasaray       | 3:0      | 2:3      |
| Paris Saint-Germain | 3:3 (v) | Barcelona         | 2:2      | 1:1      |
| FC Bayern Mnichov   | 4:0     | Juventus          | 2:0      | 2:0      |

### Semifinále
Los semifinále se uskutečnil 12. dubna. První zápasy 23. a 24. dubna, odvety 30. dubna a 1. května 2013.
| Domácí v 1. zápase | Celkem | Hosté v 1. zápase | 1. zápas | 2. zápas |
| ------------------ | ------ | ----------------- | -------- | -------- |
| FC Bayern Mnichov  | 7:0    | Barcelona         | 4:0      | 3:0      |
| Borussia Dortmund  | 4:3    | Real Madrid       | 4:1      | 0:2      |

### Finále
Finálový zápas se odehrál 25. května 2013 na Stadion Wembley v Londýně.
| 25. května 2013 20:45 |        |                          |                                                           |
| Borussia Dortmund     | 1 : 2  | FC Bayern Mnichov        | Stadion Wembley, Londýn rozhodčí: Nicola Rizzoli (Itálie) |
| Gündoğan 68' (pen.)   | Report | Mandžukić 60' Robben 89' | Stadion Wembley, Londýn rozhodčí: Nicola Rizzoli (Itálie) |

## Vítěz
| Liga mistrů UEFA 2012/13 FC Bayern Mnichov Sestava ve finále: Manuel Neuer (B), Philipp Lahm (C), Jérôme Boateng, Dante, David Alaba, Arjen Robben, Javi Martínez, Thomas Müller, Bastian Schweinsteiger, Franck Ribéry (90. Luiz Gustavo), Mario Mandžukić (90.+2. Mario Gómez) Náhradníci: Tom Starke (B), Daniel Van Buyten, Xherdan Shaqiri, Anatolij Tymoščuk, Claudio Pizarro Trenér: Jupp Heynckes |

## Nejlepší střelci
Zdroj:
| Pořadí | Jméno              | Klub                | Góly | Odehrané minuty |
| ------ | ------------------ | ------------------- | ---- | --------------- |
| 1      | Cristiano Ronaldo  | Real Madrid         | 12   | 1080'           |
| 2      | Robert Lewandowski | Borussia Dortmund   | 10   | 1090'           |
| 3      | Burak Yılmaz       | Galatasaray SK      | 8    | 767'            |
| 3      | Lionel Messi       | FC Barcelona        | 8    | 826'            |
| 3      | Thomas Müller      | Bayern Mnichov      | 8    | 1045'           |
| 6      | Oscar              | Chelsea FC          | 5    | 449'            |
| 6      | Jonas              | Valencia            | 5    | 451'            |
| 6      | Alan               | Braga               | 5    | 492'            |
| 6      | Karim Benzema      | Real Madrid         | 5    | 532'            |
| 6      | Ezequiel Lavezzi   | Paris Saint-Germain | 5    | 572'            |